# Furacão Floyd
O furacão Floyd foi um ciclone tropical extremamente poderoso que atingiu as Bahamas e a Costa Leste dos Estados Unidos. Foi a sexta tempestade nomeada, quarto furacão e o terceiro grande furacão na temporada de furacões no Atlântico de 1999. Floyd desencadeou a quarta maior evacuação da história dos Estados Unidos (atrás do furacão Irma, do furacão Gustav e do furacão Rita) quando 2,6 milhões de moradores costeiros de cinco estados receberam ordens para saírem de suas casas. O furacão se formou na costa da África e durou de 7 a 19 de setembro, tornando-se um ciclone extratropical após 17 de setembro e atingiu seu ponto forte como um furacão de categoria 4. Foi um dos maiores furacões atlânticos já registrados, em termos de diâmetro da força de vendaval. O furacão Floyd atingiu as Bahamas com ventos de 249 km/h e ondas de até 15 metros de altura. O vento e as ondas derrubaram as linhas de energia e comunicação, interrompendo gravemente os serviços de eletricidade e telefone por dias. Os danos foram maiores nas Ilhas: Ábaco, Cat, San Salvador e Eleuthera, onde Floyd arrancou árvores e destruiu um número significativo de casas, restaurantes, hotéis e lojas, limitando severamente o período de recuperação do turismo, no qual muitos dependem do bem-estar econômico. Sistemas de água danificados deixaram dezenas de milhares em todo o arquipélago sem água. Apesar dos danos, no entanto, poucas mortes foram relatadas, pois apenas uma pessoa se afogou em Freeport, e houve poucos feridos. Por vários dias, o furacão Floyd parou a costa leste da Flórida, provocando evacuações generalizadas. Por fim, a tempestade deixou um prejuízo de 50 milhões de dólares, principalmente no condado de Volusia. Lá, ventos fortes e árvores que caíram danificaram 337 casas. A maior rajada de vento registrada no estado foi de 111 km/h em Daytona Beach. A erosão das praias afetou grande parte da costa atlântica do estado. Na Geórgia, Floyd produziu rajadas de vento de 85 km/h. Os ventos derrubaram algumas árvores e linhas de energia perto da costa, mas os danos em todo o estado foram mínimos. Na Carolina do Norte recebeu o peso da destruição da tempestade. No total, o furacão Floyd causou 51 mortes, muitas delas causadas por inundações e um prejuízo de bilhões de dólares. Na Virgínia o furacão Floyd deixou um prejuízo de 101 milhões de dólares e contribuiu para quatro mortes - duas de árvores caídas no condado de Fairfax e Halifax, uma em um acidente de trânsito no condado de Hanover e um homem no condado de Accomack que se afogou em seu veículo submerso. Como na Carolina do Norte e em outros lugares ao longo de seu caminho, Floyd derrubou chuvas torrenciais. Enquanto Floyd se movia para o norte da Virgínia, em Washington, D.C rajadas de vento atingiram 90 km/h a tempestade derrubou árvores e choveu forte. Em Maryland 450 pessoas foram evacuadas de áreas baixas. Um deslizamento de terra no condado de Anne Arundel encalhou cinco trens transportando cerca de 1.000 passageiros. As inundações fecharam 225 estradas em todo o estado, com dezenas de motoristas que precisavam de resgate, e mais de 90 pontes foram danificadas. Os danos em todo o estado de Maryland foram estimados em 7,9 milhões de dólares. Em Delaware, Floyd danificou 171 casas e levou 33 casas a serem condenadas. As inundações fecharam centenas de estradas e pontes. Os ventos no estado atingiram 104 km/h derrubando centenas de árvores e linhas de energia, deixando cerca de 25.000 pessoas sem energia. Os danos em todo o estado de Delaware foram estimados em 8,42 milhões de dólares. À medida que Floyd continuava subindo a costa, choveu fortes chuvas em Nova Jersey, atingindo 359 milímetros em Little Falls; essa foi a maior chuva em todo o estado de um ciclone tropical desde 1950, causando inundações recordes. Os danos em todo o estado de Nova Jersey foram estimados em 250 milhões de dólares. Isso fez de Floyd o desastre natural mais caro da história de Nova Jersey, até que foi superado pelo furacão Irene em 2011. Sete pessoas morreram em Nova Jersey durante a passagem de Floyd - seis por afogamento e uma por acidente de trânsito. Na Pensilvânia, Floyd matou 13 pessoas, em grande parte devido a afogamentos, árvores caídas ou ataques cardíacos, e outras 40 pessoas ficaram gravemente feridas. O furacão deixou um prejuízo em 60 milhões de dólares, principalmente relacionados às fortes chuvas. Enquanto Floyd se movia por Nova York, fortes chuvas causaram inundações que mataram duas pessoas no estado e fizeram com que vários riachos e rios excedessem suas margens. Na área de Albany, o rio Normans Kill subiu para níveis extremamente altos e as águas da inundação resultantes danificaram os edifícios próximos. As inundações destruíram partes de várias estradas e uma barragem em um lago perto de Lake Placid. Os rios Saw Mill e Bronx transbordaram, causando inundações urbanas. As fortes chuvas também provocaram vários deslizamentos de terra. Os ventos no estado de Nova York atingiram 87 km/h, derrubando centenas de árvores e linhas de energia, deixando mais de 100.000 pessoas sem energia. O dano foi estimado em 14,6 milhões de dólares. As fortes chuvas de Floyd continuaram na Nova Inglaterra, em Connecticut uma pessoa se afogou. Os efeitos de Floyd em Rhode Island foram limitados a chuvas e ventos, que derrubaram árvores e linhas de energia. As rajadas de vento em Massachusetts atingiram 122 km/h. Em New Hampshire, os ventos de Floyd causaram quedas de energia para cerca de 10.000 pessoas. Em Vermont, uma árvore caiu em uma casa, matando uma pessoa. Cerca de 15.000 pessoas foram afetados por falta de energia no Maine. Os remanescentes de Floyd produziram chuvas e ventos fortes em Ontário, Quebec e Montreal causando o cancelamento de aulas. Devido ao seu alto impacto, danos extensos e perda de vidas, o nome Floyd foi aposentado pela Organização Meteorológica Mundial no ano 2000. Foi substituído por Franklin na temporada de furacões no Atlântico de 2005.